# Anne Palles

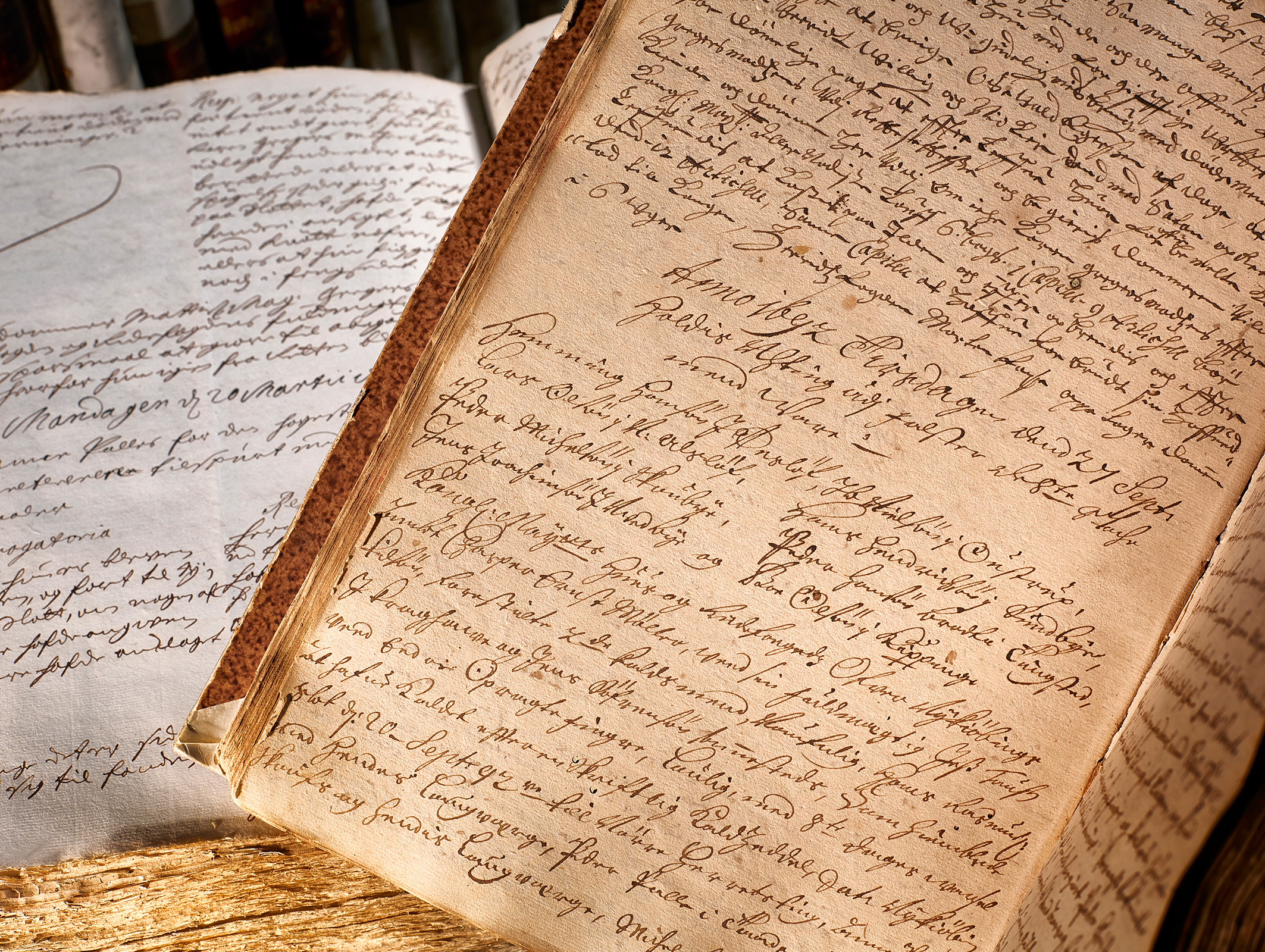
Actas del juicio contra Anne Palles, la última persona ejecutada en Dinamarca por brujería en 1692.

Anne Palles (1619 - 4 de abril de 1693) fue una supuesta bruja danesa. Fue la última mujer ejecutada legalmente por brujería en Dinamarca.

## Fondo
En 1692, la curandera Karen Gregers Madsens de Lommelev fue acusada de envenenamiento. Había sido contratada por Ingeborg Olufsdatter en Nykøbing Falster para asesinar a su abusivo y violento esposo, Oswald Egger. Karen sugirió que Egger fuera alimentado con el polvo de un hueso molido de un cadáver del cementerio, para que los muertos lo persiguieran y lo mataran. El amante de Ingeborg, Ole Boesen, adquirió el hueso, pero no funcionó y, en cambio, Egger fue asesinado con veneno. Tras haber sido interrogada por seis sacerdotes, confesó practicar magia y señaló como brujas a Anne Kruse, Abigael Nielsdatter y Anne Palles en Tåderup, así como a 96 clientes.

## Acusaciones
Anne Palles fue juzgada en 1692 acusada de haber embrujado a un alguacil, Morten Faxe, mediante el uso de magia. El alguacil se había hecho cargo de una propiedad en Øverup que anteriormente era propiedad de Palles y su esposo Peder. Antes de dejar la granja, supuestamente habría "echado mala suerte" sobre ella. Esto habría causado que los Faxe se sintieran incómodos en la casa. Karen afirmó haberla visto hacer esto. La propiedad había sido muy buena; Anne la había heredado de su primer marido, Niels, y se pensaba que su segundo marido se había casado con ella por la propiedad; después de perderla, el matrimonio se volvió infeliz.
También fue acusada de haber asesinado a una mujer mediante el uso de magia después de que su marido se enamorara de ella. En 1691, su esposo había bailado y coqueteado con Maren Jacobsdatter y Anne le había prometido a Maren un accidente, para que ya no pudiera bailar con los esposos de otras y ser admirada. Poco después, Maren se enfermó y, finalmente, murió.
En tercer lugar, fue acusada de haber estropeado la cosecha de un hombre, Hans Sværke, culpable de haber obligado a su hijo a alistarse en el ejército.

## Interrogatorio
Anne Palles fue encarcelada en Nykøbing Slot el 31 de agosto de 1692. Un grupo de sacerdotes comenzó a interrogarla incluso antes de que comenzara oficialmente el juicio. Cuando se abrió el juicio el 27 de septiembre de 1692, ella confesó lo siguiente; sí, era una bruja. Había conocido a Satanás en la forma de un gato negro llamado Puus, quien la llamó Annis, y ella le había entregado su cuerpo y su alma. No estaba segura de si esto había sucedido hacía seis años o hacía cincuenta años, cuando llevaba cuatro años casada con su primer marido. Su familiar la ayudó en la granja en forma de caballo u oveja y él hizo su parte y fue alimentado con avena. También había estado en el sabbat de las brujas en Hesnæs con las otras mujeres acusadas; Hans Stang de Hasselø tocaba el tambor mientras Abigael Nielsdatter, por Satanás llamada ”Biegell” bailaba en el medio; Abigael también pudo viajar con su espíritu familiar a Trondheim en Noruega.

## Sentencia
El 2 de noviembre de 1692, el tribunal, encabezado por el juez Morten Faxe, la declaró culpable y la condenó a muerte. Cuando el asunto iba a ser confirmado por el tribunal superior, Palles se retractó de su confesión; ella dijo que solo había confesado porque los sacerdotes la habían torturado en la prisión. Antes había tenido miedo de retirar su confesión porque el sacerdote la había amenazado con que si lo hacía le arrancarían la lengua y la quemarían viva. Sin embargo, la mayoría del tribunal superior de Copenhague votó a favor de la ejecución. De las otras mujeres acusadas, Anne Kruse recibió la misma sentencia, pero murió en prisión antes de la ejecución. Abigael Nielsdatter fue liberada de la ejecución pero exiliada por su "mal nombre" (mala fama), y Karen de Lommelev fue azotada y desterrada.

## Ejecución
Normalmente, el método de ejecución para las personas condenadas por brujería en Dinamarca era quemarlas vivas, pero Palles se salvó del castigo normal gracias a un permiso especial del rey, quien ordenó que fuera decapitada antes de ser quemada. El 4 de abril de 1693, Karen fue azotada, el cadáver de Anne Kruse quemado y Anne Palles fue decapitada y su cuerpo arrojado a la hoguera. En el lugar de ejecución, se colocaría un cartel en una pica con una descripción del crimen.

## Secuelas
Anne Palles fue la última mujer ejecutada legalmente por brujería en Dinamarca, pero su caso no fue el último juicio por brujería en el país. El último gran juicio de brujas en Dinamarca fue el juicio por brujería de Thisted de 1698, en el que varias mujeres fueron condenadas a muerte acusadas de haber provocado ataques de brujería. Sin embargo, después de que se demostró que los ataques eran falsos, las condenadas fueron liberadas. Después de eso, las autoridades danesas se mostraron reacias a aceptar más cargos de brujería. Cuando el tribunal local de Schelenburg condenó a dos mujeres a ser quemadas en la hoguera por brujería en 1708, el tribunal superior revocó la sentencia.
Anne Palles ha sido llamada la última "bruja" ejecutada en Dinamarca. También fue probablemente la última mujer en ser ejecutada por brujería: sin embargo, la última persona ejecutada legalmente por brujería en Dinamarca fue de hecho un hombre, el granadero Johan Pistorius. Todavía hubo sentencias de muerte por brujería en Dinamarca mucho después. En 1733 un estudiante, y en 1752 un granjero, fueron condenados a cadena perpetua con trabajos forzados por pacto satánico, y aún en 1803, dos artesanos recibieron penas de muerte por el mismo delito, aunque ninguna de las penas llegó a ejecutarse. También hubo personas que fueron linchadas por supuesta brujería en Dinamarca mucho después de que cesara la persecución formal: el caso más conocido es el de Dorte Jensdatter, quien fue detenida por aldeanos que la ataron en su propia casa y le prendieron fuego con ella dentro después de haberla acusado de causar la muerte mediante magia, siendo el último linchamiento por brujería el de Anna Klemens, linchada después de haber sido acusada de brujería por una  curandera en Brigsted at Horsens en 1800.